# Программа развития ООН
Программа развития ООН (ПРООН, англ. United Nations Development Programme) — глобальная сеть Организации Объединённых Наций по оказанию безвозмездной и неполитизированной помощи её государствам-членам в области развития. ПРООН работает в 177 странах и территориях и осуществляет свою деятельность в трёх основных областях: (1) устойчивое развитие, (2) демократическое правление и миростроительство, (3) климат и устойчивость к стихийным бедствиям. Программа также способствует эффективному привлечению и использованию помощи в целях развития. Во всех своих действиях ПРООН уделяет особое внимание гендерному равенству и защите прав человека.
Основные правовые рамки деятельности ПРООН с 2015 года составляют: (1) Повестка дня в области устойчивого развития на период до 2030 года (Повестка 2030), принятая Генеральной Ассамблеей ООН в 2015 году, (2) Стратегический план ПРООН, принятый Исполнительным Советом Программы в 2017 году сроком на четыре года и согласованный с Повесткой 2030, (3) Социальные и экологические стандарты ПРООН, (4) Стратегия «MAPS — Включение, активизация и политическая поддержка Повестки 2030».
Ежегодно с 1990 года ПРООН выпускает два документа, обобщающих основные мероприятия Программы, демонстрирующие успешные истории реализации проектов и операций на местах и содержащие подробные отчёты об источниках финансирования и расходах: (1) Доклад о развитии человечества и (2) Онлайн-доклад «ПРООН в фокусе».

## История создания
Программа развития ООН основана 22 ноября 1965 года в результате слияния Расширенной программы технической помощи и Специального фонда ООН, что закреплено резолюцией A/RES/2029(XX) Генеральной Ассамблеи ООН.
Расширенная программа технической помощи ООН учреждена 15 августа 1949 года резолюцией E/RES/222 (IX) Экономического и Социального Совета ООН и одобрена резолюцией A/RES/304 (IV) Генеральной Ассамблеи ООН в целях экономического и политического содействия малоразвитым странам в укреплении их национальных экономик и обеспечении более высокого и устойчивого благосостояния их граждан.
Социальный фонд ООН создан 14 октября 1958 года резолюцией A/RES/1240 (XIII) Генеральной Ассамблеи ООН в целях оказания технической помощи менее развитым странам, в том числе по проведению проектов в областях ресурсов и промышленности, сельского хозяйства, транспорта, связи, строительства и пр.

## Бюджет
Проекты и операции ПРООН финансируются за счёт добровольных взносов государств-членов и наблюдателей ООН, многосторонних институтов, частного сектора и других источников в виде регулярных взносов или пожертвований, предназначенных для конкретного региона, проекта или областей развития. В 2017 году 66 % бюджета ПРООН составили взносы Правительств государств-членов, 33 % — многосторонних и международных институтов, 1 % — частного сектора.
Ежегодно взносы и пожертвования в ПРООН составляют около 5 млрд долларов и являются 1/5 всех взносов и пожертвований в систему Организации Объединённых Наций.
Регулярные взносы составляют основу бюджета ПРООН и играют важнейшее значение в эффективности деятельности Программы. Они позволяют ПРООН поддерживать наиболее уязвимые слои населения, быстро и гибко реагировать на кризисы. По состоянию на 2017 год, лидерами по внесению в ПРООН регулярных взносов выступают:
| № | Страна-донор            | Доллар     |
| - | ----------------------- | ---------- |
| 1 | США                     | 79 804 287 |
| 2 | Соединённое Королевство | 72 559 367 |
| 3 | Швеция                  | 70 525 392 |
| 4 | Япония                  | 66 301 590 |
| 5 | Норвегия                | 64 241 114 |

В 2017 году Россия заняла в списке лидеров по внесению в ПРООН регулярных взносов 24 место с показателем 1,1 млн долларов.

### Прозрачность
В рамках Стратегического плана Программы развития ООН на 2018—2021 годы Исполнительный Совет ПРООН также утвердил новую Рамочную программу оценки ресурсов и результатов, которая открыто демонстрирует распределение ресурсов и достигнутые результаты ПРООН, а также позволяет заинтересованным сторонам контролировать производительность Программы, изучать извлечённые ею уроки и привлекать организацию к ответственности, в случае неправомерного расходования предоставленных ей средств.
В 2015 и 2016 годах Индекс прозрачности помощи признал ПРООН самым прозрачным агентством по вопросам развития в мире, а AidDat a дважды указывала Программу в списке партнёров по развитию, которые чаще всего сотрудничают с принимающими правительствами.
В 2011 году ПРООН создала Открытую платформу данных, в рамках которой ежедневно публикуется и обновляется информация о бюджетах и результатах Программы, охватывая 4743 проекта и операции в 155 странах и территориях.

## Деятельность на международном уровне

### Администратор
На международном уровне ПРООН возглавляется Администратором, ранг которого идентичен рангу Заместителя Генерального Секретаря ООН. Администратор ПРООН назначается Генеральным Секретарём и одобряется Генеральной Ассамблеей Организации Объединённых Наций сроком на четыре года. В целях координации деятельности ООН в области развития Администратор ПРООН одновременно выступает Сопредседателем Группы ООН по вопросам развития.
С 2017 года должность Администратора ПРООН занимает Ахим Стайнер, который в 2012—2016 годы возглавлял Программу ООН по окружающей среде. Первым администратором Программы был назначен Пол Хоффман, который в 1948—1950 годы выступал Главой Администрации экономического сотрудничества США и руководил реализацией Плана Маршала.
| № | Администратор        | Гражданство             | Период      |
| - | -------------------- | ----------------------- | ----------- |
| 9 | Ахим Стайнер         | Бразилия / Германия     | 2017 -      |
| 8 | Хелен Кларк          | Новая Зеландия          | 2009 — 2017 |
| 7 | Кемаль Дервиш        | Турция                  | 2005 — 2009 |
| 6 | Марк Мэллок-Браун    | Соединённое Королевство | 1999 — 2005 |
| 5 | Джеймс Густав Спет   | США                     | 1993 — 1999 |
| 4 | Уильям Генри Дрейпер | США                     | 1986 — 1993 |
| 3 | Франк Брэдфорд Морзе | США                     | 1976 — 1986 |
| 2 | Рудольф Петерсон     | США                     | 1972 — 1976 |
| 1 | Пол Хоффман          | США                     | 1966 — 1972 |

### Исполнительный Совет
Исполнительный Совет ПРООН создан 20 декабря 1993 года резолюцией A/RES/48/162 Генеральной Ассамблеи ООН и, согласно резолюции, осуществляет надзор за деятельностью Программы и её Администратора, обеспечивая своевременность реакции на меняющиеся потребности государств-членов. Исполнительный Совет состоит из представителей 36 ратирующихся стран и ежегодно проводит три сессии — одну годовую и две очередных. Все сессии Совета проводятся в новом безбумажном формате.
Члены Исполнительного Совета ежегодно избираются Экономическим и Социальным Советом ООН на трёхлетний срок, за исключением группы западноевропейских государств, которая определила свою собственную политику внутренней ротации. Резолюция A/RES/48/162 закрепила следующее географическое распределение членов Исполнительного Совета: 8 членов от государств Африки, 7 — от государств Азиатско-Тихоокеанского региона, 4 — от государств Восточной Европы, 5 — от государств Латинской Америки и Карибского бассейна и 12 — от государств Западной Европы.
Документы Исполнительного Совета, как правило, ориентированы на конкретные действия, имеют краткую форму и не содержат преамбулы. С 1994 года все решения Исполнительного Совета ПРООН всегда принимались консенсусом.
Президиум Исполнительного Совета состоит из одного Председателя и четырёх Заместителей Председателя, ежегодно избираемых из членов Совета на первой очередной сессии с учётом справедливого географического представительства. С 2001 года Президиум Исполнительного Совета возглавлялся Председателями из следующими географических групп:
| №  | Год  | Регион                                |
| -- | ---- | ------------------------------------- |
| 18 | 2018 | Африка                                |
| 17 | 2017 | Западная Европа                       |
| 16 | 2016 | Восточная Европа                      |
| 15 | 2015 | Латинская Америка и Карибский бассейн |
| 14 | 2014 | Азиатско-Тихоокеанский регион         |
| 13 | 2013 | Африка                                |
| 12 | 2012 | Западная Европа                       |
| 11 | 2011 | Восточная Европа                      |
| 10 | 2010 | Латинская Америка и Карибский бассейн |
| 9  | 2009 | Азиатско-Тихоокеанский регион         |
| 8  | 2008 | Африка                                |
| 7  | 2007 | Западная Европа                       |
| 6  | 2006 | Восточная Европа                      |
| 5  | 2005 | Латинская Америка и Карибский бассейн |
| 4  | 2004 | Азиатско-Тихоокеанский регион         |
| 3  | 2003 | Африка                                |
| 2  | 2002 | Западная Европа                       |
| 1  | 2001 | Латинская Америка и Карибский бассейн |

В 2018 году Председателем Исполнительного Совета выступает Джагдиш Кунджул (Маврикий), Заместителями Председателя: Чул-Джо Парк (Республика Корея), Бесиана Кадаре (Албания), Тумаси Блэр (Антигуа и Барбуда) и Доминик Фавр (Швейцария). Основными функциями Президиума Совета являются подготовка и организация заседаний Исполнительного Совета, содействие прозрачному принятию решений и способствование диалогу в процессе принятия решений.
Секретариат Исполнительного Совета сопровождает все аспекты работы Совета, включая предоставление его членам своевременной информации и других вспомогательных услуг, организацию трёх официальных сессий, планирование и организацию неофициальных консультаций и брифингов, совещаний Президиума Совета, координацию посещений и обеспечение эффективных взаимоотношений между Исполнительным Советом и соответствующими структурами ПРООН, а также Фонда ООН в области народонаселения (ЮНФПА)и Управления Организации Объединённых Наций по обслуживанию проектов (ЮНОПС). Кроме того, Секретариат Исполнительного Совета предоставляет редакционные услуги для всей документации, связанной с заседаниями Совета, и ведёт его веб-сайт.

### Фонд ООН для инвестиций в развитие
На международном уровне ПРООН также представлена Фондом ООН для инвестиций в развитие, который с 1966 года оказывает помощь развивающимся странам в стимулировании их экономик путём дополнения существующих источников финансовой помощи всевозможными грантами и ссудами. Исполнительный Совет Программы развития ООН является одновременно Исполнительным Советом Фонда ООН для инвестиций в развитии.

### Центры глобальной политики
Центры глобальной политики ПРООН вносят вклад в международные консультативные функции Программы, оказывая ей исследовательскую поддержку в областях: (1) выявления приоритетов глобального развития и инновационных подходов, (2) измерения результатов деятельности ПРООН, (3) оценки рисков и управления.
По состоянию на 2018 год, в системе ПРООН действует шесть Центров глобальной политики:
| № | Центр                                                            | Страна базирования |
| - | ---------------------------------------------------------------- | ------------------ |
| 1 | Глобальный центр повышения квалификации государственных служащих | Сингапур           |
| 2 | Глобальный центр по устойчивым экосистемам и опустыниванию       | Кения              |
| 3 | Глобальный центр частного сектора в развитии                     | Турция             |
| 4 | Глобальный центр управления                                      | Норвегия           |
| 5 | Глобальный центр по партнёрству в области развития               | Республика Корея   |
| 6 | Глобальный центр по устойчивому развитию                         | Бразилия           |

### Глобальная программа «Волонтёры ООН»
ПРООН управляет Глобальной программой «Волонтёры ООН», ежегодно осуществляющей свою деятельность в 130 странах в целях укрепления мира и продвижения устойчивого развития посредством добровольчества.
Программа «Волонтёры ООН» создана 7 декабря 1970 года резолюцией A/RE/2659 (XXV) Генеральной Ассамблеи ООН и, согласно резолюции, осуществляет двойной мандат: (1) мобилизует добровольцев для системы Организации Объединённых Наций и (2) пропагандирует важность добровольчества в процессе развития во всем мире.

## Деятельность на региональном уровне

### Региональные Бюро
На региональном уровне ПРООН представлена пятью региональными Бюро (Африка, Азия и Океания, Ближний Восток, Евразия, Латинская Америка и страны Карибского бассейна), расположенными в Нью-Йорке. Региональные Бюро обеспечивают эффективную, своевременную и оперативную поддержку, адаптированную к потребностям и приоритетам страновых Представительств ПРООН, быстро мобилизуя экспертное содействие как других страновых Представительств и региональных Бюро Программы, так и сторонних агентств в системе Организации Объединённых Наций.
Каждое региональное Бюро ПРООН возглавляет Директор, который назначается Генеральным Секретарём ООН и выступает его Помощником в области развития, а также Помощником Администратора всей ПРООН.
По состоянию на 2018 год, Помощниками Администратора ПРООН и Директорами региональный Бюро Программы выступают:
| № | Региональное бюро                                | Директор          | Гражданство |
| - | ------------------------------------------------ | ----------------- | ----------- |
| 1 | Африканское региональное бюро                    | Тегегневорк Гетту | Эфиопия     |
| 2 | Региональное бюро для стран Азии и Тихого океана | Кани Вигнараджа   | Индия       |
| 3 | Ближневосточное региональное бюро                | Мурад Вахба       | Египет      |
| 4 | Евразийское региональное бюро                    | Чихан Султаноглу  | Турция      |
| 5 | Латиноамериканское региональное бюро             | Ленни Монтиель    | Венесуэла   |

### Региональные Хабы
В самих же регионах в Эфиопии, Таиланде, Иордании, Стамбуле и Панаме Программой развития ООН учреждены пять региональных Хабов, которые способствуют реализации страновых проектов на местах, в частности, мобилизуя финансовые ресурсы. Руководит работой каждого регионального Хаба Глава, который также выступает Заместителем Директора соответствующего регионального Бюро.

### Правовые рамки
Правовые рамки деятельности каждого Хаба ПРООН в регионе, как правило, составляет Документ региональной программы, принимаемый Исполнительным Советом Программы сроком на четыре года.

## Деятельность на страновом уровне

### Страновые Представительства
На страновом уровне ПРООН действует в 177 странах и территориях и встроена в систему Постоянного координатора Организации Объединённых Наций (СПК ООН). Система Постоянного координатора учреждена 20 декабря 1977 года резолюцией A/RES/32/197 Генеральной Ассамблеи ООН и, согласно резолюции, охватывает все организации ООН, представленные в стране, и играет центральную роль в координации операций и проектов Организации Объединённых Наций.
Постоянный координатор назначается Генеральным Секретарём и является руководителем СПК и дипломатической миссии ООН в стране. Его ранг идентичен Послу иностранного государства. Как правило, Постоянный координатор ООН в стране одновременно исполняет обязанности Постоянного представителя ПРООН.
Для утверждения кандидата на должность Постоянного представителя он или она должны соответствовать следующим требованиям: (1) наличие заверенной поддержки одного из подразделений ООН, (2) степень магистра в областях развития, международных отношений, политологии, экономики, социальных наук, прав человека или смежных областях, (3) должность уровня не менее P5 для внутренних кандидатов или 15 лет соответствующего опыта на международном уровне для внешних кандидатов, (4) профессиональное владение английским и другими языками Организации Объединённых Наций, (5) возможность осуществлять свои полномочия в любой стране по поручению Генерального Секретаря ООН и пр.

### Правовые рамки
Правовые рамки деятельности каждого страного Представительства ПРООН, как правило, составляют: (1) Соглашение между Правительством страны и ПРООН об оказании помощи и сотрудничестве (SBBA), (2) Документ Страновой программы (CPD), принимаемый Исполнительным Советом ПРООН сроком на четыре года, (3) Рамочная программа Правительства страны и ООН по оказанию помощи (DAF), согласуемая Правительством страны и ООН на основе CPD и реализуемая сторонами четыре года, (4) План действий Страновой программы (CPAP), согласуемый Правительством страны и ПРООН и также реализуемый четыре года.

## Деятельность на частном уровне
Мандат Программы развития ООН не позволяет ей предоставлять финансовую помощь на частном уровне — отдельным лицам, НКО или коммерческим компаниям. ПРООН работает исключительно в сотрудничестве с Правительствами, по состоянию на 2018 год, реализуя 3617 отдельных проектов и операций по искоренению нищеты и голода, обеспечению благополучия для всех, уменьшению неравенства и сохранению окружающей среды.
Однако в целях согласования отдельных операций и проектов с потребностями и приоритетами местного населения, а также получения устойчивых и долгосрочных результатов ПРООН тесно сотрудничает с бизнес-сектором, гражданским обществом и отдельными людьми, в частности, создаёт взаимовыгодные государственно-частные партнёрства.

### Послы доброй воли
Кроме того, для прямого мотивирования людей действовать в интересах улучшения своей жизни и жизни своих сограждан, а также ускорения достижения Целей в области устойчивого развития (ЦУР) на частном уровне ПРООН привлекает добровольческие услуги и поддержку отдельных видных лиц в качестве Послов доброй воли.
Послы доброй воли ПРООН:
- Антонио Бандерас уделяет особое внимание сокращению бедности и расширению прав и возможностей женщин.[55]
- Боб Вейр уделяет особое внимание вопросам изменения климата и помогает сохранить нашу планету процветающей для будущих поколений.[56]
- Коди Симпсон способствует повышению осведомлённости о важной роли океанов в здоровье планеты и людей.[57]
- Конни Бриттон уделяет особое внимание сокращению бедности и расширению прав и возможностей женщин.[58]
- Дидье Дрогба продвигает сокращение бедности, здравоохранение и образование для всех.[59]
- Его Королевское Высочество кронпринц Норвегии Хокон содействует сокращению разрыва между богатыми и бедными во всем мире.[60]
- Икер Касильяс занимается вопросами положения молодёжи в развивающихся странах, улучшению доступа к образованию и здравоохранению.[61]
- Мисако Конно расширяет права и возможности девочек и женщин, а также популяризирует ЦУР во всем мире.[62]
- Мишель Йео уделяет особое внимание расширению прав и возможностей наиболее уязвимых слоёв населения, включая женщин, живущих в условиях нищеты, и тех, кто сталкивается со стихийными бедствиями и кризисами.[63]
- Николай Костер-Валдау содействует повышению осведомлённости и поддержки ЦУР, особенно вопросов гендерного равенства и изменения климата.[64]
- братья Джоан Джозеф и Джорди Рока продвигают практики устойчивого питания.[65]
- Роналдо и Зинедин Зидан более 15 лет способствовали организации и проведению ежегодного футбольного Матча против бедности[англ.].[66]
- Мария Шарапова более 10 лет содействовала Программе восстановлений после аварии на Чернобыльской АЭС.[66]

## Результаты

### Промежуточные результаты (2014—2016)[67]
Устойчивое развитие
- 24,7 млн человек (51 % женщин) в 119 странах мира получили доступ к более благоприятным условиям жизни, в том числе через инициативы ПРООН по экономическим преобразованиям, внедрению эффективного управления природными ресурсами и быстрого восстановления после экономических кризисов.
- В 98 странах мира создано более 2 млн новых рабочих мест (36 % для женщин).
- 35 стран мира разработали Национальные планы действий по устранению незавершённых задач в области развития, сформулированных в Декларации тысячелетия, и перехода к ЦУР.
- 94 страны мира внедрили меры по обеспечению низкого уровня выбросов парниковых газов и устойчивости к изменению климата.

Демократическое правление и миростроительство
- Почти 40 млн новых избирателей зарегистрированы в 40 странах мира.
- Более 3,2 млн человек (51 % женщин) в 35 странах мира получили доступ к услугам юридической помощи.
- 2 млн человек в 22 странах получили доступ к антиретровирусному лечению.
- 27,6 млн человек в 24 странах приняли участие в инициативах ПРООН по изменению характера поведения, связанного с опасностью ВИЧ/СПИДа.

Климат и устойчивость к стихийным бедствиям
- 58 стран мира внедрили 1239 национальных планов по уменьшению опасности стихийных бедствий и адаптации к ним.
- 38 стран мира приняли нормативные законы и правила для устранения рисков изменения климата и стихийных бедствий.
- Более 5,3 млн человек в 50 странах мира получили доступ к электроэнергии.
- В 30 странах на всех уровнях обществ были внедрены 240 систем раннего предупреждения о стихийных бедствиях.
- 481 программ в 36 странах были заблаговременно проинформированы ПРООН о риске стихийных бедствий в различных опасных зонах на национальном и субнациональном уровнях.

## ПРООН и Россия
15 июня 1993 года Министром иностранных дел Российской Федерации Андреем Козыревым и Генеральным секретарём ООН Бутросом Бутрос-Гали было подписано Соглашение об учреждении в России Объединённого представительства Организации Объединённых Наций, в том числе ПРООН. Спустя пять месяцев, 17 ноября 1993 года, заместителем министра иностранных дел Сергеем Лавровым и администратором ПРООН Джеймсом Спет подписано Соглашение о сотрудничестве Российской Федерации и Программы развития ООН, определившее условия, на которых ПРООН начала оказывать помощь российскому Правительству в реализации проектов в трёх областях — энергетика и окружающая среда, развитие человеческого потенциала, партнёрство с частным сектором.
Страновое представительство ПРООН в России было открыто в Москве в августе 1997 года. С 1997 по 2011 годы Программа развития ООН реализовала в России более 150 проектов на сумму в 171 млн долларов.
В начале 2011 года страновое Представительство Программы развития ПРООН в России было преобразовано в Офис по поддержке проектов ПРООН в связи с завершением Страновой программы на 2008—2010 годы и обретением Российской Федерацией статуса страны-донора международной помощи. Задачей Офиса по поддержке проектов ПРООН выступает техническая поддержка ряда проектов, финансируемых Россией. С 2011 по 2015 годы Российская Федерация выступила донором проектов Программы развития ООН в семи странах на сумму 22 млн долларов.

### Рамочное соглашение о партнёрстве и Трастовый фонд
23 января 2015 года Первым заместителем Председателя Правительства Российской Федерации И. И. Шуваловым и Администратором ПРООН Х.Кларк подписано Рамочное соглашение о партнёрстве, в рамках которого Россия стала донором проектов по реализации Повестки 2030 в развивающихся странах, прежде всего в регионе СНГ.
11 июня 2015 года Министром иностранных дел Российской Федерации С. В. Лавровым и Администратором ПРООН Х.Кларк подписано Соглашение о создании Трастового фонда, куда в 2015—2019 годах на реализацию проектов Программы развития ООН Россия перечислит первоначальное финансирование в размере 25 млн долларов.
По состоянию на 2018 год, Российская Федерация способствует реализации 23 проектов ПРООН.

## ПРООН и Казахстан
ПРООН начала свою деятельность в Казахстане в 1993 году в рамках Стандартного базового соглашения об оказании помощи между Правительством Республики Казахстан и ПРООН. С того времени ПРООН оказала поддержку в реализации более 180 проектов по развитию на общую сумму более 72 миллионов долларов США.
Офис ПРООН в Казахстане входит в систему агентств, фондов и программ ООН в Казахстане. Все агентства ООН, оказывающие поддержку Казахстану, работают под эгидой Рамочной программы ООН по оказанию помощи в целях развития (ЮНДАФ) на 2010—2015 годы. ЮНДАФ представляет собой комплекс совместно согласованных приоритетов, на которые система ООН в Казахстане направляет свои ресурсы. ЮНДАФ разрабатывается совместно с национальными институтами и подписывается всеми агентствами ООН и Министерством иностранных дел от имени Правительства Республики Казахстан. При определении приоритетов своей деятельности ПРООН полностью опирается на ЮНДАФ и вносит активный вклад в её реализацию посредством совместной деятельности с другими агентствами ООН. А также ПРООН в Казахстане сотрудничает с ОЮЛ «Национальная волонтёрская сеть» в реализации своей деятельности.
Другим аспектом работы Программы в Казахстане является защита окружающей среды и энергетика. ПРООН оказывает поддержку национальным партнёрам для внедрения Концепции устойчивого развития Казахстана до 2024 года, для улучшения защиты и охраны окружающей среды и распространяются инновационный опыт по водоиспользованию и эксплуатации земельных ресурсов. ПРООН также обеспечивает помощь усилиям страны противостоять проблемам глобального потепления путём стимулирования энергосбережения, более экономного использования водных ресурсов и мобилизации возобновляемых источников энергии, включая использование ветроэнергетики.